# Mecistocephalus fenestratus
Mecistocephalus fenestratus är en mångfotingart som beskrevs av Karl Wilhelm Verhoeff 1934. Mecistocephalus fenestratus ingår i släktet Mecistocephalus och familjen storhuvudjordkrypare.
Artens utbredningsområde är Taiwan. Inga underarter finns listade i Catalogue of Life.